# Emese Szász-Kovács
Emese Judit Szász, née le 7 septembre 1982 à Budapest, est une escrimeuse hongroise, pratiquant l'épée.

## Palmarès
- Jeux olympiques
  -  Médaille d'or aux Jeux olympiques d'été de 2016 à Rio de Janeiro

- Championnats du monde d'escrime
  -  Médaille de bronze aux Championnats du monde d'escrime 2006 à Turin
  -  Médaille d'argent aux Championnats du monde d'escrime 2010 à Paris
  -  Médaille de bronze aux Championnats du monde d'escrime 2013 à Budapest
- Coupe du monde d'escrime
  - Vainqueur des tournois de coupe du monde de Luxembourg et Belgrade en 2010, Tauberbischofsheim et Rome en 2009